# طوطی آویزان سیبویی
طوطی آویزان سیبویی (نام علمی: Loriculus philippensis chrysonotus) زیرگونه ای از طوطی آویزان فیلیپینی است که تنها در جزیرهٔ سبو، فیلیپین یافت می‌شود. این زیرگونه عموماً منقرض شده بود تا اینکه گروهی به رهبری سازمان محیط‌زیست و منابع طبیعی (سبو) ادعا کردند که پرنده‌ای کوچک را در شاخ و برگ‌های ضخیم در بخش دورافتاده مرکزی سیبو دیده و شکار کرده‌اند. این پرنده دارای دم قرمز متمایز با لکه‌های کم‌رنگ قرمز روی سرش است. ماده‌ها برخلاف نرها بدون گلوی قرمز و لکهٔ سینه هستند. پس‌سر و قسمت بالایی پشت به رنگ سبز و فقط به رنگ زرد زرین روشن است. صدایی بلند و شبیه سوت دارند. اندازهٔ پرنده ۱۴ سانتی‌متر با طول بال‌بازهٔ ۱۸ سانتی‌متر است.